# محمد ضابطی طرقی
محمد ضابطی طرقی (زادهٔ ۱۳۴۶ در تهران) نمایندهٔ حوزهٔ انتخابیهٔ نطنز و قمصر در دورهٔ هشتم مجلس شورای اسلامی بوده‌است.